# Przodownik turystyki pieszej PTTK
Przodownik turystyki pieszej PTTK – członek społecznej kadry programowej Polskiego Towarzystwa Turystyczno-Krajoznawczego, inicjator rozwoju i popularyzator turystyki pieszej i krajoznawstwa. Ma prawo potwierdzania odbytych wycieczek na Odznaki Turystyki Pieszej oraz weryfikacji punktów na odznaki, zgodnie z posiadanymi uprawnieniami. Uprawnienie zostało ustanowione w 1952. Koordynację działań przodowników prowadzi Komisja Turystyki Pieszej Zarządu Głównego PTTK.

## Stopnie
Uprawnienie przodownika występuje w czterech stopniach: 
- Młodzieżowy Przodownik TP (uprawnienia można uzyskać w wieku 15-18 lat, wygasają po ukończeniu 19 roku życia; odznaka w kolorze zielonym[3]),
- Przodownik TP III stopnia (uprawnienia na jedno województwo; odznaka w kolorze niebieskim[3]),
- Przodownik TP II stopnia (uprawnienia na więcej niż jedno województwo; odznaka w kolorze żółtym[3]),
- Przodownik TP I stopnia (uprawnienia na wszystkie województwa; odznaka w kolorze białym[3])[1].

Kandydat na przodownika jest poddawany sprawdzeniu wiadomości dotyczących danego województwa, znajomości historii i statutu PTTK oraz regulaminu przodownika i odznak turystyki pieszej. Sprawdzane są również jego umiejętności w zakresie organizowania i prowadzenia zbiorowych wycieczek pieszych; zasad orientacji w terenie; zagadnień ochrony zabytków i przyrody; zagadnień geografii, etnografii i historii; zagadnień związanych z zagospodarowaniem turystycznym oraz umiejętności udzielania pierwszej pomocy medycznej.
Za długoletnią działalność i wybitne zasługi dla rozwoju turystyki pieszej przodownik może otrzymać tytuł Honorowego Przodownika TP (odznaka w kolorze czerwonym).